# Механо
Механо је словеначка компанија играчака из Изоле на словеначком делу Истре, основана 1952. године као Механотехника. Производи велики избор традиционалних и електронских играчака, као и моделе железничке опреме. Компанија носи своје садашње име Механо од краја 1990-тих. Механо је поднео захтев за реструктурирање у новембру 2008, након економских потешкоћа током претходних десет година; производња у Словенији је завршена. Покренули су поново у производњу 2010. године, али у Кини и под новим брендом.
Механови модели возова били су релативно скорашњи додатак њиховој линији производа, и познати по избору езотеричних прототипова као што су парна локомотива Camelback и брзи воз Талис. Сваке године су уводили нове моделе за брзе железнице. Током 2007. године су представили верзију немачког Интерсити експрес воза са осам јединица. Механо је један одод ретких произвођача на свету који нуде широк избор модела шина за велике брзине, укључујући ТЖВ дуплекс. Већина сматра да су возови Механо модела упоредиви са Лимом и другим јефтиним брендовима, вероватно због јефтиних америчких прототипа модела које су произвели за америчке моделе железничких компанија.
Крајем 1990-их, Механо је проширила свој асортиман различитим ТЖВ моделима. Такође су тада производили одређене моделе Еуростар, дизел локомотиву BB 67007 SNCF, железничку дизалицу и пругу за француску марку Jouef.